# TORCS

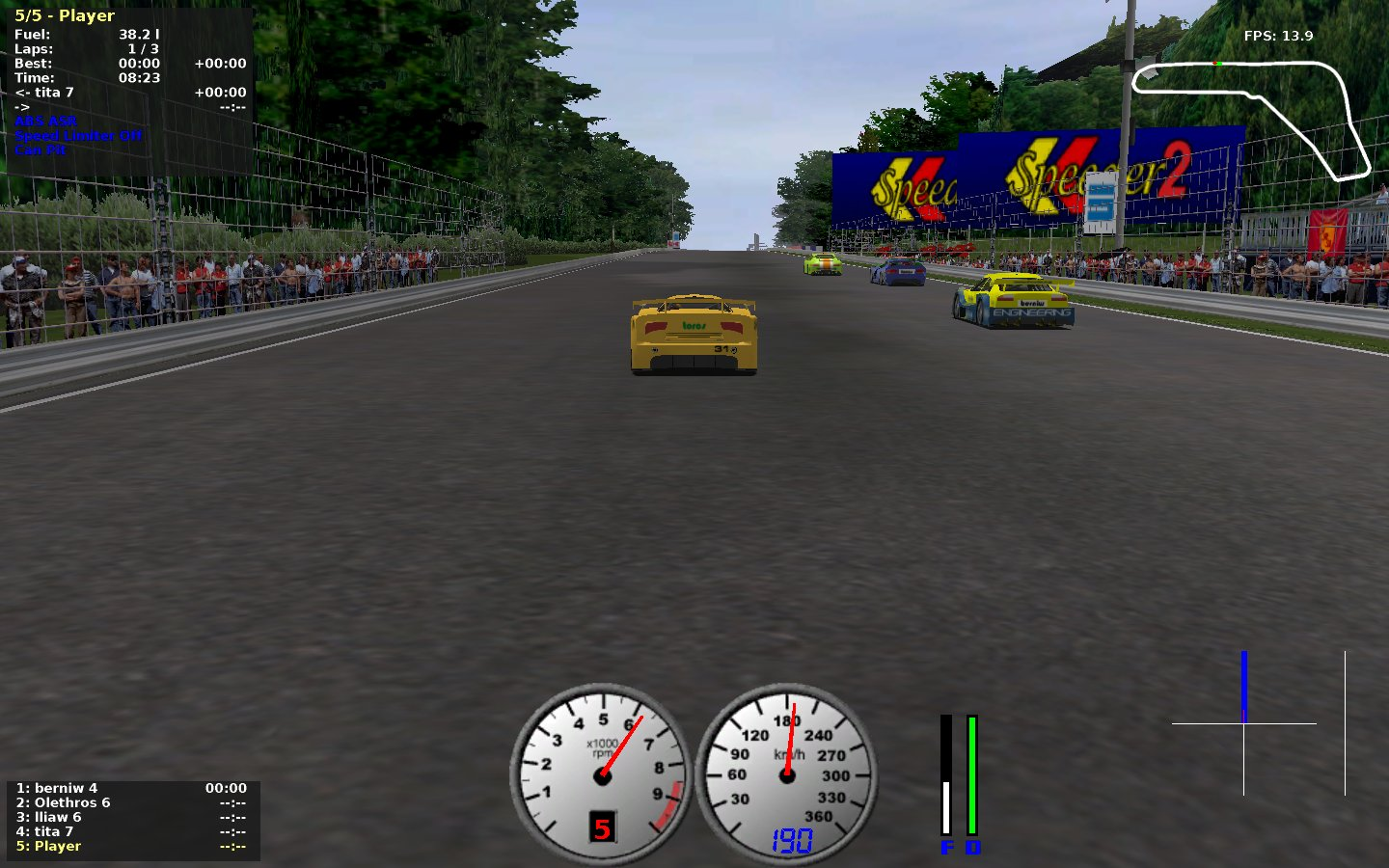
Captura de tela do jogo.

TORCS (The Open Racing Car Simulator, em inglês, "O Simulador de Corrida de Veículos Aberto") é um jogo de código aberto em 3D, multiplataforma, com versões para Linux, FreeBSD, Mac OS X e Windows. Foi desenvolvido pelos programadores Eric Espié e Christophe Guionneau, mas o projeto de desenvolvimento atualmente é encabeçado por Bernhard Wymann. Foi desenvolvido em C++ e é distribuído sob a licença GNU/GPL.
O jogo é distribuído por padrão com vários veículos e pistas divididas em três categorias: pistas asfaltadas, pistas ovais e pistas de chão batido. Pistas adicionais podem ser adquiridas e desenvolvidas por qualquer usuário, bem como ser modificadas, assim como os veículos e suas propriedades.

## História
O desenvolvimento do TORCS começou em 1997 por Eric Espié e Christophe Guionneau como um jogo em 2D chamado Racing Car Simulator (RCS) (em inglês, "Simulador de Corrida de Veículos". Foi influenciado e baseado no RARS (Robot Auto Racing Simulator, em inglês, Simulador de Corrida de Robôs). Quando Espié e Guionneau adquiriram uma placa gráfica 3Dfx para desenvolvimento, fizeram a primeira versão em 3D do simulador em OpenGL e o denominaram Open Racing Car sumulator (ORCS). 
As primeiras versões não incluíam veículos motorizados. Quando o suporte a motores e áudio foi adicionado, o nome atual (TORCS) foi adotado. Posteriormente, Guionneau adicionou múltiplos ângulos de visão durante o jogo, além de ter desenvolvido o código gráfico e adicionado maior mapeamento de textura para dar mais detalhes para os veículos. Espié finalizou o código para publicação.